# Dogmas de la Iglesia católica
En la Iglesia católica, un dogma es una verdad absoluta, y absolutamente segura, sobre la cual no se cierne ninguna duda. Una vez proclamado solemnemente, ningún dogma puede ser derogado o negado, ni por el papa ni por decisión conciliar. Por eso, los dogmas constituyen la base inalterable de toda la doctrina católica y cualquier católico está invitado a adherir, aceptar y creer en los dogmas de una manera irrevocable. El acceso a un dogma es un acto volitivo; en consecuencia, la relación con el dogma es un acto plenamente libre.
Los dogmas tienen estas características porque los católicos confían en que un dogma es una verdad que contiene, implícita o explícitamente, la inmutable revelación divina o en que tiene con ella una «conexión necesaria». Para que estas verdades se tornen en dogmas, ellas necesitan ser propuestas directamente por la Iglesia católica a sus fieles como parte de su fe y de su doctrina, a través de una definición solemne e infalible por el supremo Magisterio de la Iglesia (esto es, el papa o un concilio ecuménico con el papa) y de la posterior enseñanza de éstas por parte del Magisterio ordinario de la Iglesia. Para que tal proclamación o clarificación solemne acontezca, son necesarias dos condiciones:
- el sentido debe estar suficientemente expresado como una auténtica verdad revelada por Dios; y
- la verdad o doctrina en causa debe ser propuesta y definida solemnemente por la Iglesia siendo una verdad revelada y una parte integrante de la fe católica.

Mas «la definición de los dogmas a lo largo de la historia de la Iglesia no quiere decir que tales verdades solamente habían sido reveladas, sino que se tornaron más claras y útiles para la Iglesia en su progresión en la fe». Por eso, la definición gradual de los dogmas no es contradictoria con la creencia católica de que la revelación divina es inalterable, definitiva e inmutable desde la ascensión de Jesús.
Los dogmas más importantes, que tratan de asuntos como la Santísima Trinidad y Jesucristo, «fueron definidos en los primeros concilios ecuménicos; el Concilio Vaticano I fue el último en definir verdades dogmáticas (primacía e infalibilidad del Papa)». Entre las definiciones de dogmas «más recientes están la Inmaculada Concepción [...] (1854) y la Asunción de Nuestra Señora [...] (1950)».

## El credo
Todos y cada uno de los artículos del Credo de los Apóstoles son artículos de fe, y dogmas, para los católicos. Esto es:

Creo en Dios Padre todopoderoso, creador del cielo y de la tierra. Creo en Jesucristo, su único Hijo, nuestro Señor. Fue concebido por obra y gracia del Espíritu Santo y nació de María la Virgen. Padeció bajo el poder de Poncio Pilato. Fue crucificado, muerto y sepultado. Descendió a los infiernos. Al tercer día resucitó de entre los muertos. Subió a los cielos, y está sentado a la derecha de Dios Padre todopoderoso. Desde allí ha de venir a juzgar a vivos y muertos. Creo en el Espíritu Santo, la santa Iglesia católica, la comunión de los santos, el perdón de los pecados, la resurrección de la carne, y la vida eterna. Amén.
Símbolo de los Apóstoles

Creo en Dios Padre todopoderoso, creador del cielo y de la tierra.
- Creencia monoteísta en un solo Dios en tres personas distintas: Padre Creador del Universo (Yavé), Hijo Redentor del mundo (Jesucristo) y el Espíritu Santo consolador (Paráclito). Esta doctrina es conocida como trinitaria (creencia en la Santísima Trinidad: un Dios único y «trino»).
- Los Padres de la Iglesia consideraron herejía toda creencia que negara el carácter trinitario de la Divinidad (el gnosticismo, el arrianismo, el pelagianismo, entre otros). En el Credo de Nicea se expresó explícitamente esta doctrina, que fue preservada en credos posteriores del cristianismo, incluso los de la Reforma. Las Iglesias Ortodoxas son también profundamente trinitarias.

Creo en Jesucristo, su único Hijo, nuestro Señor,
- Creencia en que Dios tiene un solo hijo propio y en que Jesús, al ser Hijo de Dios, es Dios como su Padre.

que concebido por obra y gracia del Espíritu Santo nació de María Virgen
- Creencia en la unión de la divinidad y la humanidad en Jesucristo, basada en el evangelio de San Juan. Según esta doctrina, Jesucristo es Dios y hombre a la vez y, al ser Dios, vivió su vida terrenal libre del pecado.

padeció bajo el poder de Poncio Pilato
fue crucificado, muerto y sepultado
descendió a los infiernos
al tercer día resucitó de entre los muertos
- La resurrección de Cristo

subió a los cielos
- La Ascensión a los cielos en cuerpo y alma

y está a la diestra de Dios Padre
desde allí ha de venir a juzgar a los vivos y a los muertos.
- El Juicio Final

Creo en el Espíritu Santo
en la Santa Iglesia católica,
la Comunión de los Santos,
- Veneración de los Santos

el perdón de los pecados,
- Perdón de los pecados: por medio del Bautismo o, como gracia derivada de la del Bautismo, cuando hay arrepentimiento sincero, gracia posterior a la confesión, si ésta es posible, o antes de la confesión si ésta no es posible pero el penitente se compromete a confesarse directamente ante Dios en cuanto lo sea. El sacerdote, como testigo presencial del pueblo de Dios, y en nombre de Dios, absuelve de todos los pecados en el sacramento de la Reconciliación. Esta absolución es válida mientras haya auténtica contrición en el penitente.
- Es indispensable comprender que la Iglesia católica contempla la gracia del Bautismo, o sea el perdón de los pecados, más como un bien surgido de la realeza de Jesucristo, Rey de Reyes, que como un proceso jurídico o ritual.

la resurrección de la carne
y la vida eterna.
- la vida eterna después y por medio de la muerte 
  - Cielo Estado en que el alma de los justos gozan eternamente de la visión beatífica (presencia de Dios)
  - Purgatorio, proceso de purificación por el que pasan ciertas almas que han recibido la salvación pero no están listas para participar de la vida eterna.
  - o Infierno. Estado en que los pecadores sufren de la ausencia eterna de Dios

Amén

## Lista de los dogmas de la Iglesia católica
La Iglesia católica proclama la existencia de muchos Dogmas, siendo 44 el número de sus principales dogmas. Ellos están subdivididos en 8 categorías diferentes:
- Dogmas sobre Dios
- Dogmas sobre Jesucristo
- Dogmas sobre la creación del mundo
- Dogmas sobre el ser humano
- Dogmas marianos
- Dogmas sobre el Papa y la Iglesia
- Dogmas sobre los sacramentos
- Dogmas sobre las últimas cosas

### Dogmas sobre Dios
1) La existencia de Dios
«La idea de Dios no es innata en nosotros, pero tenemos la capacidad para conocerlo con facilidad, y de cierto modo espontáneamente por medio de su obra».
2) La existencia de Dios como objeto de fe
«La existencia de Dios no es solo objeto de conocimiento de razón natural, sino que también es objeto de la fe sobrenatural».
3) La unidad de Dios
«No existe más que un único Dios» (Juan 17:3). (Apocalipsis 1:8) Yo soy el Alfa y el Omega.
4) Dios es eterno
«Dios no tiene principio ni fin» (Apocalipsis 1:8) Yo soy el Alfa y el Omega.
(Salmo 90:2).
5) Santísima Trinidad
«En Dios hay tres personas: Dios Padre, Hijo y Espíritu Santo (1Juan 5:7,8) y cada una de ellas posee la esencia divina que es numéricamente la misma».

### Dogmas sobre Jesucristo
6) Jesucristo es el verdadero Dios (Juan 10:30) e hijo de Dios por esencia
«El dogma dice que Jesucristo posee la infinita naturaleza divina con todas sus infinitas perfecciones, por haber sido engendrado eternamente por Dios».
7) Jesús posee dos naturalezas que no se transforman ni se mezclan
«Cristo es poseedor de una íntegra naturaleza divina y de una íntegra naturaleza humana: la prueba está en los milagros y en el padecimiento».
8) Cada una de las naturalezas en Cristo posee su propia voluntad física y su propia operación física
«Existen también dos voluntades físicas y dos operaciones físicas de modo indivisible, de modo inseparable y de modo no confuso».
9) Jesucristo, además de hombre, es el hijo natural de Dios.
«El padre celestial cuando llegó a la plenitud, envió a los hombres su hijo, Jesucristo».
10) Cristo se sacrificó en la cruz como verdadero y propio sacrificio
«Cristo, por su naturaleza humana, era al mismo tiempo sacerdote y ofrenda, pero por su naturaleza Divina, juntamente con el padre y el espíritu santo, era lo que recibía el sacrificio».
11) Cristo nos rescató y reconcilió con Dios por medio del sacrificio de su muerte en la cruz
«Jesucristo quiso ofrecerse a sí mismo a Dios Padre, como sacrificio presentado sobre el ara de la cruz en su muerte, para conseguir para ellos el perdón eterno».
12) Al tercer día después de su muerte, Cristo resucitó glorioso de entre los muertos
«al tercer día, resucitado por su propia virtud, se levantó del sepulcro».
13) Cristo subió en cuerpo y alma a los cielos y está sentado a la diestra de Dios Padre (Marcos 16:19; Lucas 24:50-51; Hechos 1:9-11; y Efesios 4:7-13)
«resucitó de entre los muertos y subió al cielo en cuerpo y alma».

### Dogmas sobre la creación del mundo
14) Todo lo que existe fue creado por Dios a partir de la nada (Génesis 1:12)
«La creación del mundo de la nada, no solo es una verdad fundamental de la revelación cristiana, sino también que al mismo tiempo llega a alcanzarla la razón con solo sus fuerzas naturales, basándose en los argumentos cosmológicos y sobre todo en el argumento de la contingencia».
15) Carácter temporal del mundo
«El mundo tuvo principio en el tiempo».
16) Conservación del mundo
«Dios conserva en la existencia a todas las cosas creadas».

### Dogmas sobre el ser humano
17) El hombre está formado por cuerpo material y alma espiritual
«El humano como común constituido de cuerpo y alma».
18) El pecado de "Adán y Eva" se propaga a todos sus descendentes por generación, no por imitación
«Pecado, que es la muerte del alma, se propaga de "Adán" a todos sus descendentes (Romanos 5:12) por generación y no por imitación, y que es inherente a cada individuo».
19) El hombre caído no puede redimirse a sí mismo
«Solamente un acto libre por parte del amor divino podría restaurar el orden sobrenatural, destruida por el pecado».

### Dogmas marianos
20) La inmaculada concepción de María.
«La santísima virgen María, desde el primer instante de su concepción, fue por singular gracia y privilegio de Dios omnipotente, en previsión de los méritos de Cristo Jesús, salvador del género humano, preservada inmune de toda mancha de culpa original».
21) La perpetua virginidad de María
«La santísima virgen María es virgen antes, durante y después del parto de su divino hijo, siendo mantenida así por Dios hasta su gloriosa asunción».
22) María, madre de Dios
«María, como una virgen perpetua, engendró a Cristo según la naturaleza humana, y porque de ella nace como verdadero hijo, el sujeto nacido posee la naturaleza humana, junto con la naturaleza divina del verbo de Dios. Sin embargo, habiendo en Jesucristo dos naturalezas, no es una persona humana, sino solamente la persona divina, propiamente el hijo de Dios; de ahí que el hijo de María es el mismo verbo que subsiste en la naturaleza humana; entonces María es verdadera madre de Dios, puesto que el verbo es Dios. Cristo: verdadero Dios y verdadero hombre».
23) La asunción de María
«La virgen María fue asunta en cuerpo y alma a los cielos inmediatamente después que acabó su vida terrestre; su cuerpo no sufrió ninguna corrupción como sucederá con todos los hombres que resucitarán hasta el final de los tiempos, pasando por la descomposición».

### Dogmas sobre el Papa y la Iglesia
24) La Iglesia fue fundada por el Dios y Hombre, Jesucristo
«Cristo fundó la Iglesia, que él estableció los fundamentos substanciales de la misma, no tocante a doctrina, culto y constitución».
25) Cristo nombró al Apóstol San Pedro como primero entre los Apóstoles, (Mateo 16:18) como "cabeza visible" de toda Iglesia, (Hechos 4:8-11) confiriéndole inmediata y personalmente el primado de la jurisdicción
«El Pontífice Romano es el sucesor del bienaventurado Pedro y tiene el primado sobre todo el rebaño».
26) El Papa posee el pleno y supremo poder de jurisdicción sobre toda la Iglesia, no solamente en cosas de fe y costumbres, sino también en la disciplina y gobierno de la Iglesia
«Conforme a esta declaración, el poder del Papa es: de jurisdicción, universal, supremo, pleno, ordinario, episcopal, inmediato».
27) El Papa es infalible siempre que se pronuncia ex cathedra.
«Para comprender este dogma, conviene tener presente que:
Sujeto de la infalibilidad papal es todo Papa legítimo, en su calidad de sucesor de Pedro, y en otras personas u organismos (ex.: congregaciones pontificales) a quienes el Papa confiere parte de su autoridad magisterial.
El objeto de la infalibilidad son las verdades de fe y costumbres, reveladas o en íntima conexión con la revelación divina.
La condición de la infalibilidad es que el Papa pronuncie el dogma ex cátedra y solo cuando se pronuncia "ex cátedra".
— Que hable como pastor de todos los fieles, haciendo uso de su suprema autoridad.
— Que tenga la intención de definir alguna doctrina de fe o costumbre para que sea creída por todos los fieles. Las encíclicas pontificales no son definiciones ex cátedra, mas tampoco pueden estar en contradicción con el Magisterio Ordinario Universal.
La razón de la infalibilidad es la asistencia sobrenatural del Espíritu Santo, que preserva al supremo maestro de la Iglesia de todo error.
La consecuencia de la infalibilidad es que las definiciones ex cátedra de los Papas son por sí mismas irreformables, sin posible intervención ulterior de cualquier autoridad».
28) La Iglesia es infalible cuando hace una definición en materia de fe y costumbres
«Están sujetos a la infalibilidad:
— El Papa, cuando habla ex cátedra.
— El episcopado pleno, con el Papa, que es la cabeza del episcopado, es infalible cuando se reúne en concilio ecuménico y cuando, disperso por el rebaño de la tierra, enseña y promueve una verdad de fe o de costumbres que siempre fue enseñada por la Iglesia».

### Dogmas sobre los sacramentos
29) El bautismo es el verdadero y primer sacramento instituido por Jesucristo
«Me ha sido dado todo poder en el cielo y en la tierra. Id y haced discípulos a todas las personas, bautizándolas en el nombre del Padre, y del Hijo, y del Espíritu Santo» (Mateo 28,19).
30) La confirmación es verdadero y propio sacramento
«Este sacramento concede a los bautizados la fortaleza del Espíritu Santo para que se consoliden interiormente en su vida sobrenatural y confiesen exteriormente con valentía su fe en Jesucristo».
31) La Iglesia recibió de Cristo el poder de perdonar los pecados cometidos después del Bautismo
«Fue comunicado a los apóstoles y a sus legítimos sucesores el poder de perdonar y de retener los pecados para reconciliar a los fieles caídos después del Bautismo».
32) La Confesión Sacramental de los pecados está prescripta por Derecho Divino y es necesaria para la salvación
«Basta indicar la culpa de la conciencia a los sacerdotes mediante confesión secreta».
33) La Eucaristía es un verdadero Sacramento instituido por Cristo
«Aquél que coma mi carne y beba mi sangre tendrá vida eterna» (Juan 6:51,59).
34) Cristo está presente en el sacramento del altar por la Transubstanciación de toda la substancia del pan en su cuerpo y toda la substancia del vino en su sangre
«Transubstanciación es una conversión en el sentido pasivo; es el tránsito de una cosa a otra. Cesan las sustancias de pan y vino, pues ocupan sus lugares el cuerpo y la sangre de Cristo. La transubstanciación es una conversión milagrosa y singular diferente de las conversiones naturales, porque no sólo la materia prima, sino también la forma substancial del pan y del vino son convertidas; sólo los accidentes permanecen sin cambiar: continuamos viendo pan y vino, pero substancialmente ya no lo son, porque ellos vienen a ser realmente el Cuerpo, la Sangre, Alma y Divinidad de Cristo».
35) La unción de los enfermos es verdadero y propio sacramento instituido por Cristo
«¿Existe algún enfermo entre vosotros? Hagamos la unción del mismo en el nombre del Señor».
36) El orden sagrado es verdadero y propio sacramento instituido por Cristo
«Existe una jerarquía instituida por ordenación divina, que consta de Obispos, Presbíteros y Diáconos».
37) El matrimonio es verdadero y propio sacramento
«Cristo restauró el matrimonio instituido y bendito por Dios, haciendo que recobrase su primitivo ideal de la unidad e indisolubilidad y elevándolo a la dignidad de sacramento».

### Dogmas sobre las últimas cosas
38) La muerte y su origen
«La muerte, en el actual orden de salvación, es consecuencia primitiva del pecado».
39) El cielo (paraíso)
«Las almas de los justos que en el instante de la muerte se encuentran libres de toda culpa y pena de pecado entran en el cielo».
40) El infierno
«El infierno es una posibilidad debido a nuestra libertad. Dios nos hizo libres para amarlo o para rechazarlo. Si el cielo puede ser representado como un gran tamiz donde todos viven en plena comunión entre sí y con Dios, el infierno puede ser visto como soledad, división y ausencia del amor que genera y mantiene la vida. Se debe resaltar que la voluntad de Dios es la vida y no la muerte de quien quiera que sea. Jesús vino para salvar y no para condenar. En el límite, Dios no condena a nadie al infierno. Es nuestra opción fundamental, que va ser formada a lo largo de toda la vida por nuestros pensamientos, actos e omisiones, la que confirma o no el deseo personal de estar con Dios para siempre. De cualquier forma, no se debe usar el infierno para convencer a las personas de creer en Dios o vivir la fe. Eso favorecería la creación de una religiosidad infantil y puramente exterior. Se debe privilegiar el amor y no el temor. Sólo el amor mueve los corazones y nos hace adorar a Dios y amar al prójimo en espíritu y vida».
41) El purgatorio
«Las almas de los justos que en el instante de la muerte están cargadas de pecados veniales o por penas temporales debidas al pecado, van al purgatorio. El purgatorio es un estado de purificación».
42) El fin del mundo y la segunda venida de Cristo
«En el fin del mundo, Cristo, rodeado de majestad, vendrá de nuevo para juzgar los hombres».
43) La resurrección de los muertos en el último día
«A los que creen en Jesús y comen de su cuerpo y beben de su sangre, él les promete la resurrección».
44) El juicio universal
«Cristo, después de su regreso, juzgará a todos los hombres» (Mateo 25:31-34; Hechos 17:31).